# Municipio de Baker (Minnesota)
El municipio de Baker (en inglés: Baker Township) es un municipio ubicado en el condado de Stevens en el estado estadounidense de Minnesota. En el año 2010 tenía una población de 114 habitantes y una densidad poblacional de 1,24 personas por km².

## Geografía
El municipio de Baker se encuentra ubicado en las coordenadas 45°32′6″N 96°10′9″O / 45.53500, -96.16917. Según la Oficina del Censo de los Estados Unidos, el municipio tiene una superficie total de 92.25 km², de la cual 91,8 km² corresponden a tierra firme y (0,48 %) 0,44 km² es agua.

## Demografía
Según el censo de 2010, había 114 personas residiendo en el municipio de Baker. La densidad de población era de 1,24 hab./km². De los 114 habitantes, el municipio de Baker estaba compuesto por el 100 % blancos. Del total de la población el 0 % eran hispanos o latinos de cualquier raza.